# Valdeprado
Valdeprado – gmina w Hiszpanii, w prowincji Soria, w Kastylii i León, o powierzchni 31,92 km². W 2011 roku gmina liczyła 13 mieszkańców.